# Sonate K. 84
Pour les articles homonymes, voir K84.
La sonate K. 84 (F.44/L.10) en ut mineur est une œuvre pour clavier du compositeur italien Domenico Scarlatti.

## Présentation
La sonate K. 84, en ut mineur, est sans indication de mouvement. Dans cette sonate Scarlatti alterne une succession de sixtes et tierces qui répondent à une descente de croches alternées aux deux mains.

Le manuscrit principal est le numéro 49 du volume XIV de Venise (1742), copié pour 

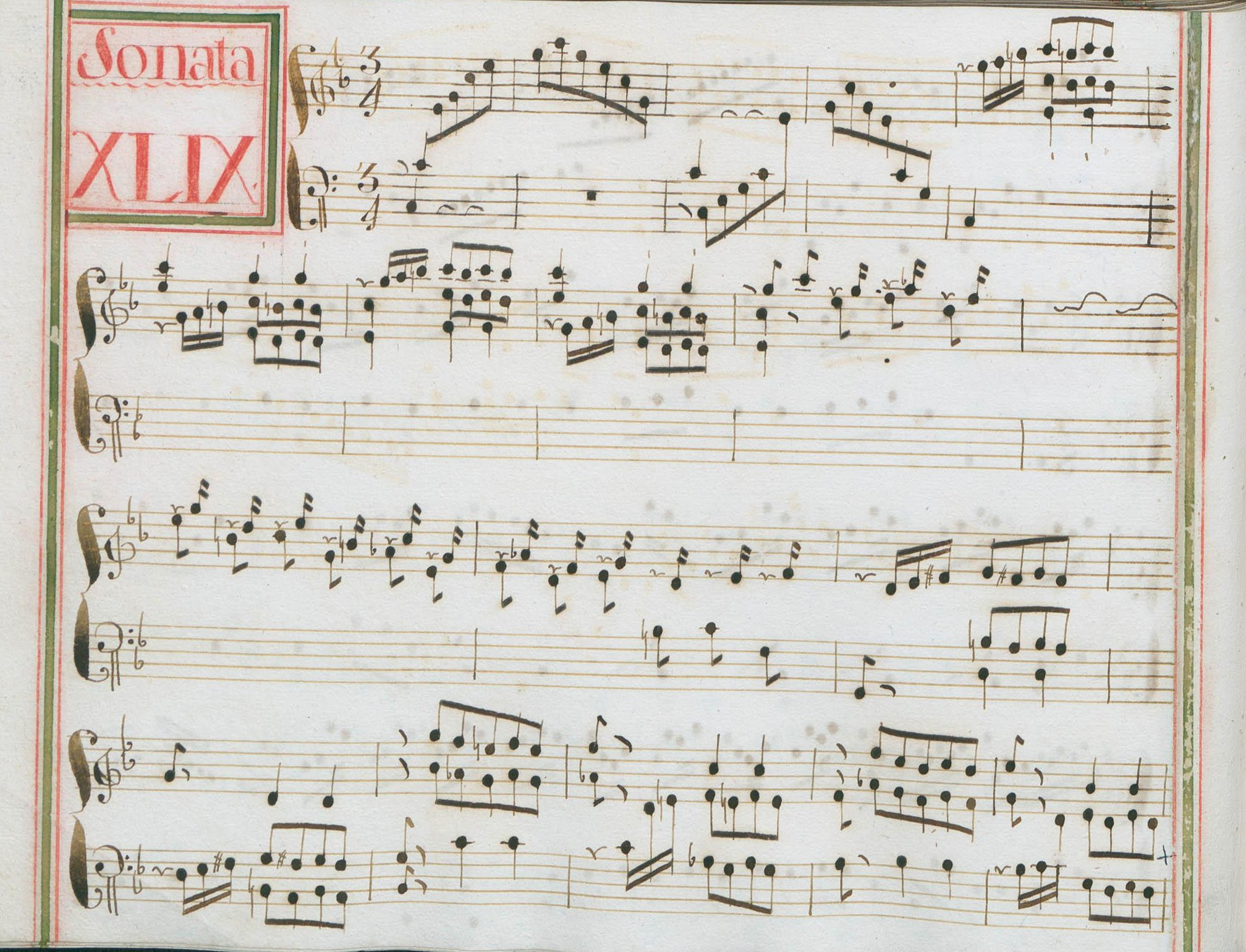
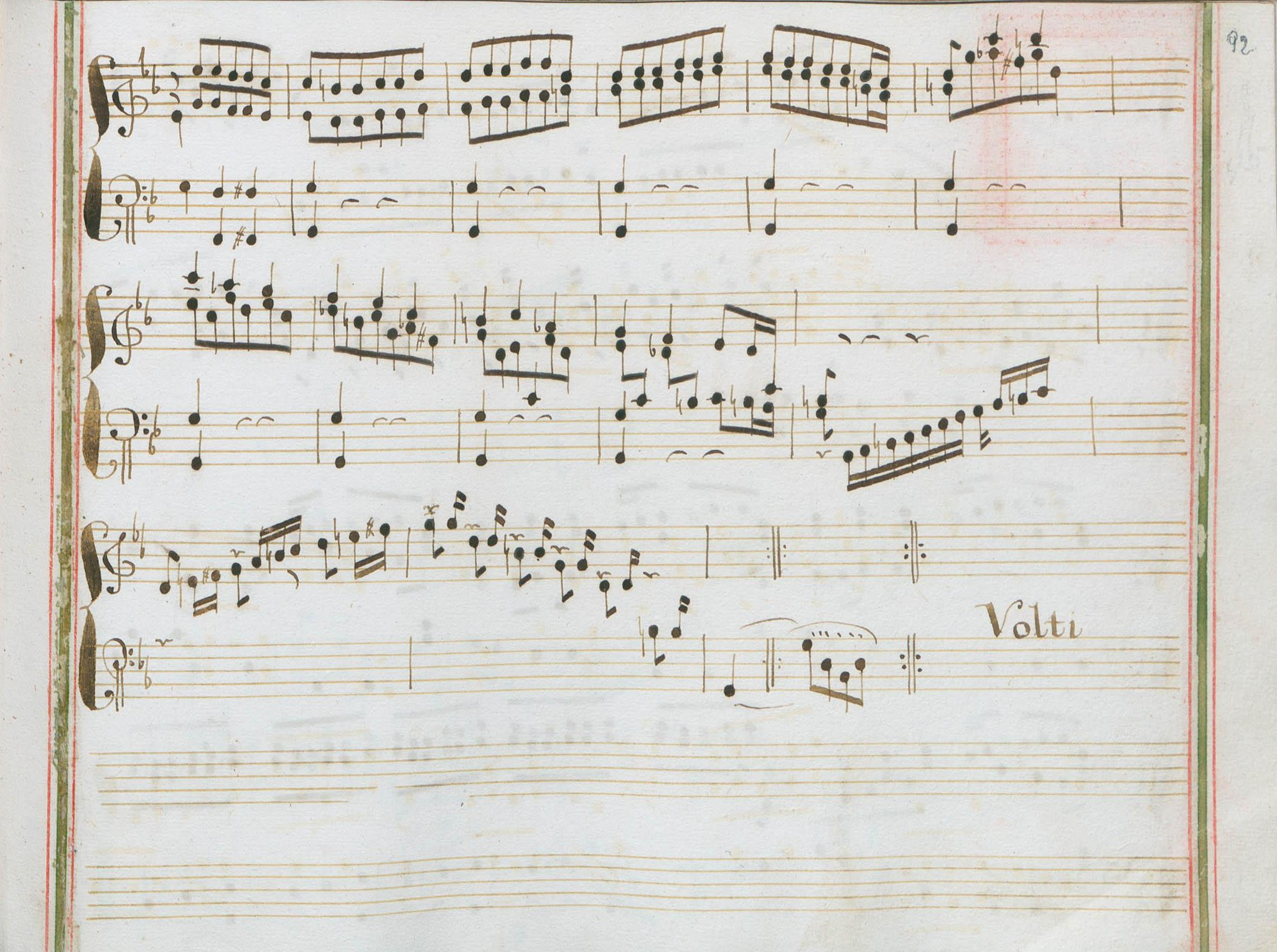

Maria Barbara.

## Interprètes
La sonate K. 84 est défendue au piano, notamment par Kathleen Long (1950, Decca), Peter Katin (1985, Claudio Records), Sonia Rubinsky (2016, Arabesque) et Soyeon Lee (2017, Naxos, vol. 21) ; au clavecin par Igor Kipnis (1967, Sony), Zuzana Růžičková (1976, Supraphon), Scott Ross (1985, Erato), Colin Tilney (1987, Dorian), Richard Lester (2005, Nimbus, vol. 6), Pieter-Jan Belder (Brilliant Classics, vol. 2), Pierre Hantaï (2004, Mirare, vol. 2), Carole Cerasi (2010, Metronome), Francesco Cera (2012, Tactus, vol. 3) et Cristiano Gaudio (2020, L'Encelade). David Schrader l'a enregistrée au piano-forte (1997, Cedille) et Vincent Boucher la joue à l'orgue (Atma).

## Sources
: document utilisé comme source pour la rédaction de cet article.
- Ralph Kirkpatrick (trad. de l'anglais par Dennis Collins), Domenico Scarlatti, Paris, Lattès, coll. « Musique et Musiciens », 1982 (1re éd. 1953 (en)), 493 p. (ISBN 978-2-7096-0118-4, OCLC 954954205, BNF 34689181).
- Alain de Chambure, « Domenico Scarlatti : Intégrale des sonates — Scott Ross », Erato (2564-62092-2), 1985 (OCLC 891183737) .